# Prohorius
Prohorius of Prokhor (overleden in 971) was tussen 968-971 na Christus de eerste missionaris-bisschop in Krakau. Zijn naam doet vermoeden dat hij afkomstig was uit Noord-Italië. Het is mogelijk dat Prohorius uit naam van Paus Johannes XIII naar Krakau is gekomen.